# Essedum

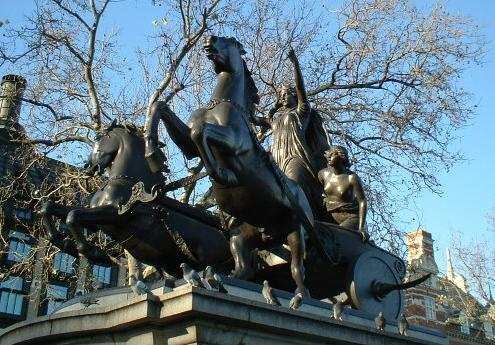
Die Statue der keltischen Königin Boudicca, die ein Essedum lenkt

Das Essedum ist die lateinische Bezeichnung für einen Streitwagen, wie er von den Kelten in kriegerischen Auseinandersetzungen genutzt wurde. Das entsprechende keltische Wort lautet essedon. Es handelte sich um einen zweirädrigen, mit zwei Pferden bespannten Streitwagen, der mit jeweils einem Kämpfer und einem Lenker bemannt war.
Da jeder keltische Krieger für die Waffen selbst aufkommen musste, blieb auch der zweirädrige Kampfwagen einer oberen sozialen Schicht vorbehalten, während der größte Teil der Kämpfer die Fußtruppe bildete. Die Bestattung mit einem Streitwagen oder mit Teilen desselben unterstrich somit den sozialen Rang des Verstorbenen.
Die keltischen Esseda waren die letzten in Schlachten eingesetzten Streitwagen. Auf dem europäischen Festland wurden sie zwischen 700 und 100 v. Chr. genutzt, in Britannien und Irland sogar bis 200 n. Chr.

## Entwicklung

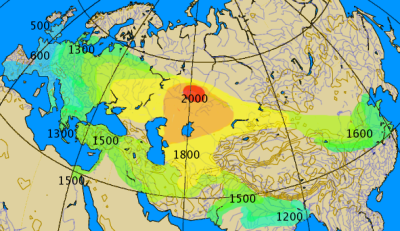
Verbreitung des antiken Streitwagens zwischen 2000 und 500 v. Chr.

Der keltische Streitwagen stammt ursprünglich aus dem Orient, die frühesten Nutzer könnten die Mittani gewesen sein. Er wurde von den Griechen und Römern als Renn- und Triumphwagen (lateinisch biga) und gelegentlich als Reisewagen (in modifizierter Form mit Kutschbock) genutzt. Das Wort essedum enthält das lat. ‚en’ = in und ‚sedere’ = sitzen. Er ist im Vergleich zum carrus (lat. = vierrädriger Wagen, Karren) vorwiegend ein Kampfgerät.
In der Hallstattzeit war der vierrädrige Wagen vorherrschend, der wegen seiner schwierigen und schwerfälligen Handhabung eher als Kultwagen und als Prunkwagen zur Repräsentation diente. In der Fürstlichen Grabstätte von Vix und dem Hügelgrab bei Eberdingen-Hochdorf wird er archäologisch fassbar. In der Latènezeit wurde in erster Linie der zweirädrige Wagen in den nunmehr zunehmenden kriegerischen Auseinandersetzungen sowohl mit den eigenen verwandten Stämmen als auch mit den benachbarten fremden Völkern eingesetzt.
Die Römer machten erstmals 295 v. Chr. in der Schlacht von Sentinum Bekanntschaft mit diesem Kriegsgerät der Kelten. Mit scheppernden Streitwagen und Karren schlugen die mit den Samniten, Etruskern, Umbrern etc. verbündeten Kelten eine bedrohliche Bresche in die römischen Reihen, weil die Pferde der Römer wegen des ungewöhnlichen Lärms scheuten und durchgingen. Quintus Fabius konnte das Schlachtgeschick zugunsten der Römer wenden, nachdem zuerst die Samniten und dann die Gallier von den Flanken her besiegt waren.
Auch wurde der Wagen in der Schlacht bei Telamon an der etruskischen Küste nördlich Cosa im Jahr 225 v. Chr. eingesetzt. Die gallischen Boier und Insubrer wurden nach anfänglichen Erfolgen von den Römern besiegt.

## Beschreibung und Einsatz
Eine Beschreibung des mit zwei Pferden bespannten zweirädrigen Wagens gibt der Sizilianer Diodor, der im letzten Jahrhundert vor Christus lebte und ein Zeitgenosse Caesars war. Nach seiner Darstellung benutzten die Kelten ihn vor allem noch auf Reisen, denn zu dieser Zeit war der Streitwagen auf dem Festland in Schlachten schon nicht mehr in Gebrauch. Er wurde von einem Lenker und einem Kämpfer gefahren, und wenn sie in ein Gefecht eingriffen, warfen sie zuerst Speere, dann stieg der Kämpfer ab und kämpfte zu Fuß mit dem Schwert.
Caesar unternahm 55 v. Chr. seine erste Expedition nach Britannien und machte dort eigene Erfahrungen mit dem gallischen Streitwagen, da er auf dem Festland im Kampf nicht mehr eingesetzt wurde. Caesar schildert anschaulich Wirkung und Kampfweise dieses Kriegsgeräts. Schon allein das laute Getöse der Räder sorgt für eine erste Verwirrung. Dann fahren die Wagenkämpfer auf dem gesamten Schlachtfeld in alle Richtungen und schleudern ihre Wurfgeschosse. Danach springt der Krieger auf die Erde und kämpft zu Fuß weiter, währenddessen der Wagenlenker etwas aus dem Kampfgeschehen herausfährt und sich so aufstellt, dass er von dort jederzeit wieder zurückkehren kann, um den Kämpfer abzuholen und aus der Gefahrenzone herauszuholen. In dieser Weise kann der Wagenlenker auch Ersatz in die Schlacht bringen. Dabei sind die Fahrer so geschickt, dass sie auch auf abschüssigem Gelände den Wagen manövrieren können. Außerdem berichtet Caesar, dass die Besatzungen, wenn erforderlich, über die Deichsel bis zum Joch vor- und wieder zurücklaufen konnten.
Abbildungen auf gallischen und römischen Münzen aus jener Zeit und Abbildung auf Grabstelen in Padua bestätigen die Darstellungen Diodors und Caesars. Interessant ist die seitliche Begrenzung des Wagenkastens: halbrund, bogenförmig, sowohl mit einfachem als auch mit zweifacher Reif bieten sie Halt für die Besatzung, und auf der Münze der Remer sind die zwei Bogen noch einmal y-förmig verstrebt. Nach vorne und hinten ist der Wagenkasten offen.

## Fundorte
Insgesamt sind den Archäologen etwa 200 keltische Wagengräber bekannt. Der wichtigste Fundort liegt am nordöstlichen Ufer des Neuenburgersee mit der Siedlung La Tène. Neben umfangreichen (ca. 2500) anderen Funden wurden auch Wagenteile, Pferdegeschirr und Joche aus dem 3. und 2. Jahrhundert gefunden, was zur Abgrenzung von Hallstatt zur Bezeichnung La Tène führte.